# Coperta di ritratto con grottesche
La Coperta di ritratto con grottesche è un dipinto a olio su tavola (73x50,3 cm) attribuito a Ridolfo del Ghirlandaio, databile al 1510 circa e conservato negli Uffizi di Firenze. L'opera è associata al ritratto di Donna velata nello stesso museo.

## Storia
La coperta è nota dall'inizio dell'Ottocento quando, unita al ritratto, venne affidata al mercante romano Felice Cartoni per la vendita. Se il ritratto, attribuito a Leonardo da Vinci, trovò come acquirente Ferdinando III di Lorena nel 1819 (per l'altissima somma di 1.100 zecchini d'argento), la coperta fu venduta al collezionista Ettore de Garriod, che nel 1867 la cedette alle Gallerie fiorentine per 1.500 lire. I due pezzi erano stati probabilmente divisi per sostenere con più forza l'attribuzione a Leonardo e gonfiare il prezzo del ritratto: non risulta infatti che il genio di Vinci si fosse mai cimentato in un repertorio di grottesche.
Nel 1980 la coperta si trovava a Palazzo Vecchio con attribuzione a un "anonimo fiorentino". L'alta qualità fece pensare a un lavoro del giovane Raffaello, opinione sostenuta da critici importanti quali Federico Zeri e Mina Gregori, i quali però la pensarono legata al Ritratto di Agnolo Doni o a quello di sua moglie Maddalena Strozzi. Spostata poi agli Uffizi, finalmente vicina al ritratto della Donna velata, fu riconsiderata da Antonio Natali come opera di Ridolfo del Ghirlandaio, influenzato dall'amico Raffaello.

## Descrizione e stile
Non era infrequente, dall'inizio del Cinquecento, proteggere i ritratti con lastre lignee scorrevoli, dette appunto "coperte" o "tirelle". Queste dovevano essere sottili ed avere dimensioni leggermente superiori delle opere, per adattarsi su di esse, compresa l'eventuale cornice; tale usanza era nata probabilmente in coincidenza col declino dei ritratti di profilo, che invece venivano chiusi a libro. La coperta degli Uffizi presenta un soggetto particolarmente evocativo, che introduce con un senso di mistero all'immagine celata, tramite la maschera e l'iscrizione "SVA CVIQVE PERSONA" ("a ciascuno la propria maschera"). Su uno sfondo scuro si trova infatti la tabella biansata con l'epigrafe latina, circondata da estrosi girali di colore bronzeo in cui si riconoscono vari soggetti: due delfini, un'ampolla col fuoco acceso, una testina animale, due draghi dalla coda attorcigliata e maschere sotto le zampe. Al centro, in chiari colori carnicini, spicca la maschera simbolica, dai tratti indefinitamente maschili o femminili.